# Східноафриканський потто
Східноафриканський потто (лат. Perodicticus ibeanus) — вид нічних приматів стрепсиринових. Зустрічається в Центральній і Східній Африці.

## Таксономія
Раніше він вважався підвидом західноафриканського потто ( Perodicticus potto ), але дослідження 2015 року розділило його на три види та класифікувало P. ibeanus як окремий вид. Вважається, що це сестринський вид центральноафриканського потто ( Perodicticus ibeanus ), від якого він відділився в пізньому міоцені, приблизно 5,5 мільйонів років тому.
Існує два підвиди: типовий підвид P. i. ibeanus і, можливо, вимерлий потто гори Кенія ( P. i. stockleyi ), відомий лише за одним зразком, зібраним у 1938 році.

## Поширення
Поширений від Центральноафриканської Республіки та Демократичної Республіки Конго на схід до західної Кенії. Можливо є ізольований підвид ( P. i. stockleyi ) на схилах гори Кенія, що робить його найсхіднішою популяцією потто.

## Охорона
У Червоному списку МСОП вважається видом з найменшим занепокоєнням і, як відомо, є видом, що добре адаптовується. Він зустрічається як у незайманих, так і у вторичних лісах, навіть поблизу людських осель. Однак локальне зменшення може відбуватися через вирубку лісів для сільського господарства. Крім того, вважається, що підвид гори Кенія або вимер, або майже вимер через знищення більшої частини його середовища існування.